# Germain Deschamps
Pour les articles homonymes, voir Deschamps.
 (novembre 2023).
La mise en forme du texte ne suit pas les recommandations de Wikipédia : il faut le « wikifier ».
Les points d'amélioration suivants sont les cas les plus fréquents :
- Les titres sont pré-formatés par le logiciel. Ils ne sont ni en capitales, ni en gras.
- Le texte ne doit pas être écrit en capitales (les noms de famille non plus), ni en gras, ni en italique, ni en « petit »…
- Le gras n'est utilisé que pour surligner le titre de l'article dans l'introduction, une seule fois.
- L'italique est rarement utilisé : mots en langue étrangère, titres d'œuvres, noms de bateaux, etc.
- Les citations ne sont pas en italique mais en corps de texte normal. Elles sont entourées par des guillemets français : « et ».
- Les listes à puces sont à éviter, des paragraphes rédigés étant largement préférés. Les tableaux sont à réserver à la présentation de données structurées (résultats, etc.).
- Les appels de note de bas de page (petits chiffres en exposant, introduits par l'outil «  Source ») sont à placer entre la fin de phrase et le point final[comme ça].
- Les liens internes (vers d'autres articles de Wikipédia) sont à choisir avec parcimonie. Créez des liens vers des articles approfondissant le sujet. Les termes génériques sans rapport avec le sujet sont à éviter, ainsi que les répétitions de liens vers un même terme.
- Les liens externes sont à placer uniquement dans une section « Liens externes », à la fin de l'article. Ces liens sont à choisir avec parcimonie suivant les règles définies. Si un lien sert de source à l'article, son insertion dans le texte est à faire par les notes de bas de page.
- La présentation des références doit suivre les conventions bibliographiques. Il est recommandé d'utiliser les modèles {{Ouvrage}}, {{Chapitre}}, {{Article}}, {{Lien web}} et/ou {{Bibliographie}}. Le mode d'édition visuel peut mettre en forme automatiquement les références.
- Insérer une infobox (cadre d'informations à droite) n'est pas obligatoire pour parachever la mise en page.

Pour une aide détaillée, merci de consulter Aide:Wikification.
Si vous pensez que ces points ont été résolus, vous pouvez retirer ce bandeau et améliorer la mise en forme d'un autre article.
Germain Deschamps, né le 24 août 2002 à Saint-Malo, en Ille-et-Vilaine, est un patineur de vitesse français.
Il a commencé le roller de vitesse dans le club de l’ASPTT de Saint-Malo à l'âge de 4 ans.
À 17 ans, dès sa première année en patinage de vitesse sur glace (Long Track), il obtient ses qualifications en coupe monde juniors sur le 1500m.

## Carrière sportive

### Palmarès en rollers
Germain Deschamps possède 12 titres de Champion de France et trois médailles aux championnats d’Europe dans les jeunes catégories. Spécialiste des longues distances.
- 2013
  - Champion de France indoor cumule vitesse et fond[1].

- 2014
  - 3e au Championnat de France indoor à Beauvais en fond[2].

- 2015
  - 3e au Championnat de France indoor à Saint-Brieuc en fond[3].
  - 3e au Championnat de France piste en vitesse et en fond à Gujan-Mestras[4].

- 2017
  - Double Champion de France piste sur la course à point et élimination à valence avec deux places de 3ème sur le sprint (300m et 500m)[5].
  - Double Champion de France sur route (point et élimination) et 3ème sur l’épreuve du tour.
  - 3ème au championnat d’Europe route sur la course à point à Oostende[6].

- 2018
  - Vice-Champion de France indoor en fond à Mouilerron.
  - Double Champion de France piste sur le fond (point et élimination) avec une troisième place au 500 et au relais par équipe[7].

- 2019
  - Vice-Champion d’Europe route sur la course à point à Pamplune.

- 2023
  - Vice champion de France sénior marathon à Belleville-en-Beaujolais[8].

| Année | Championnats de France                                     | Championnats d'Europe |
| ----- | ---------------------------------------------------------- | --------------------- |
| 2013  | 1 médaille d'or                                            |                       |
| 2014  | 1 médaille de bronze                                       |                       |
| 2015  | 2 médailles de bronze                                      |                       |
| 2017  | 5 médailles d'or 3 médailles de bronze                     |                       |
| 2018  | 3 médailles d’or 1 médaille d’argent 2 médailles de bronze | 2 médailles de bronze |
| 2020  | 2 médailles d’argent                                       | 1 médaille d’argent   |

### Palmarès en patinage de vitesse sur glace
Durant la saison 2021/2022 Germain a battu tous les records français sur chacune des distances en catégorie junior. Il a participé à trois coupes du monde atteignant la 2éme place au classement général de la masstart (Course de groupe).
Aux championnats du monde, juniors, en 2022, à Innsbruck en Autriche, il obtient une 4ème place sur la masstart.
- 2022
  - 2èmeau Classement Général des Coupes du Monde Masstart.
  - 4èmeau Championnat du Monde Masstart[9].
  - Détenteur de tous les records de France Junior[10].
  - 3ème au classement général marathon Division B et 3ème au classement du meilleur jeune.
  - Victoire en coupe du monde Néo-sénior sur la masstart (séinajoki)[11].

- 2023
  - 3ème au classement général Coupe du monde Néo-sénior sur le 3km[12].

En février 2025, il qualifie avec Valentin Thiebault et Timothy Loubineaud la poursuite masculine pour les championnats du monde. Ils finissent septièmes.

### Record personnel
| Épreuve  | Temps    | Lieu    | Date             |
| -------- | -------- | ------- | ---------------- |
| 500 m    | 37,88    | Calgary | 13 mars 2022     |
| 1 000 m  | 1.14,21  | Inzell  | 19 février 2022  |
| 1 500 m  | 1.51,51  | Calgary | 11 mars 2022     |
| 3 000 m  | 3.54,01  | Inzell  | 27 novembre 2021 |
| 5 000 m  | 6.37,00  | Calgary | 18 mars 2022     |
| 10 000 m | 13.49,12 | Calgary | 19 mars 2022     |